# داماد (فیلم ۱۹۷۸)
داماد (به هندی: Damaad) فیلمی هندی محصول سال ۱۹۷۸ و به کارگردانی راجات راکشیت است. در این فیلم بازیگرانی همچون آمل پالکار و رانجیتا کائور ایفای نقش کرده‌اند.